# Vecvārkava
Vecvārkava (auch Upmala) ist eine Ortschaft in der Region Lettgallen im Osten Lettlands am Ufer der Dubna. Es ist Hauptort der Gemeinde Upmala (Upmalas pagasts).

## Geschichte
Der Ort entstand zu Sowjetzeiten als Zentrum einer Kolchose um das ehemalige Landgut Warkow. Heute gibt es dort eine Schule, eine Arztpraxis, einen Informationspunkt für Touristen und einen Naturpfad.
Der Ort war Verwaltungszentrum des Bezirks Vārkava (Vārkavas novads), der 2009 aus drei Gemeinden gebildet wurde und 2021 im neuen Bezirk Preiļi aufging. 2010 waren 2369 Einwohner gemeldet. Die größten Ortschaften waren Vecvārkava, Vanagi, Rimicāni, Arendole und Piliškas. 

## Gemeinde Upmala
Die größten Siedlungen der Gemeinde sind neben dem Gemeindezentrum Vecvārkava die Ortschaften Vanagi, Šķiļteri und Vepri.

## Sehenswürdigkeiten
- Herrenhaus Warkow, um 1865 im klassizistischen Stil errichtet[2]
- Römisch-katholische Kirche der Heiligen Dreifaltigkeit, erbaut von 1877 bis 1880
- Römisch-katholische Kirche St. Anna in Vanagi, erbaut von 1934 bis 1936

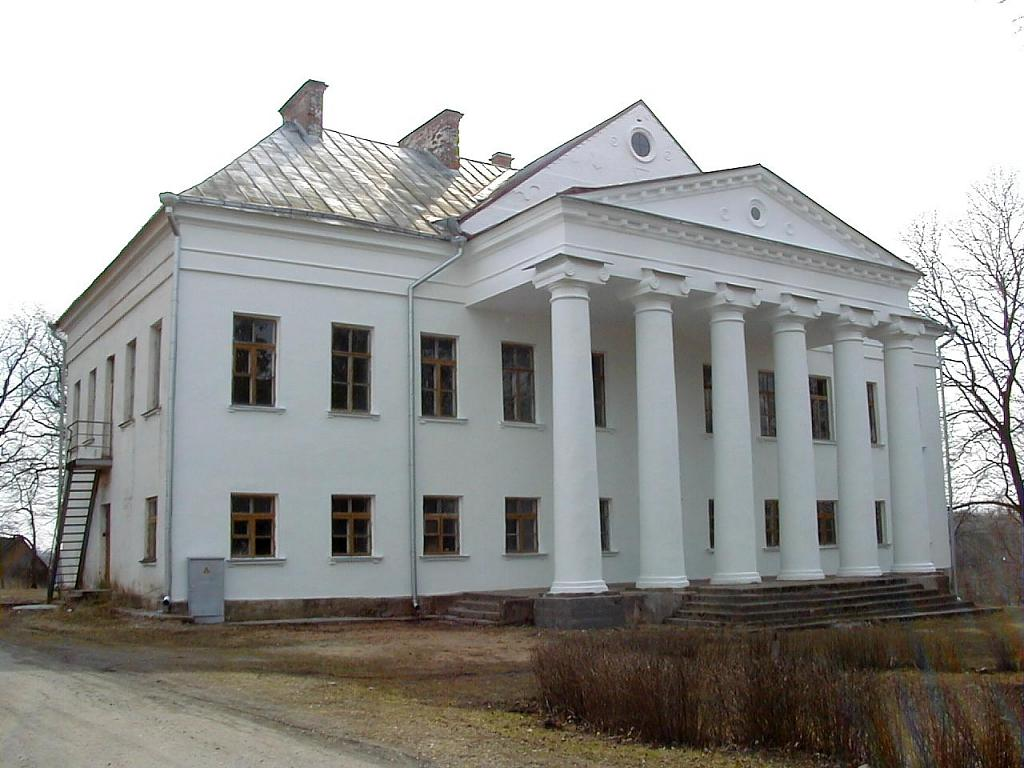
Herrenhaus Warkow
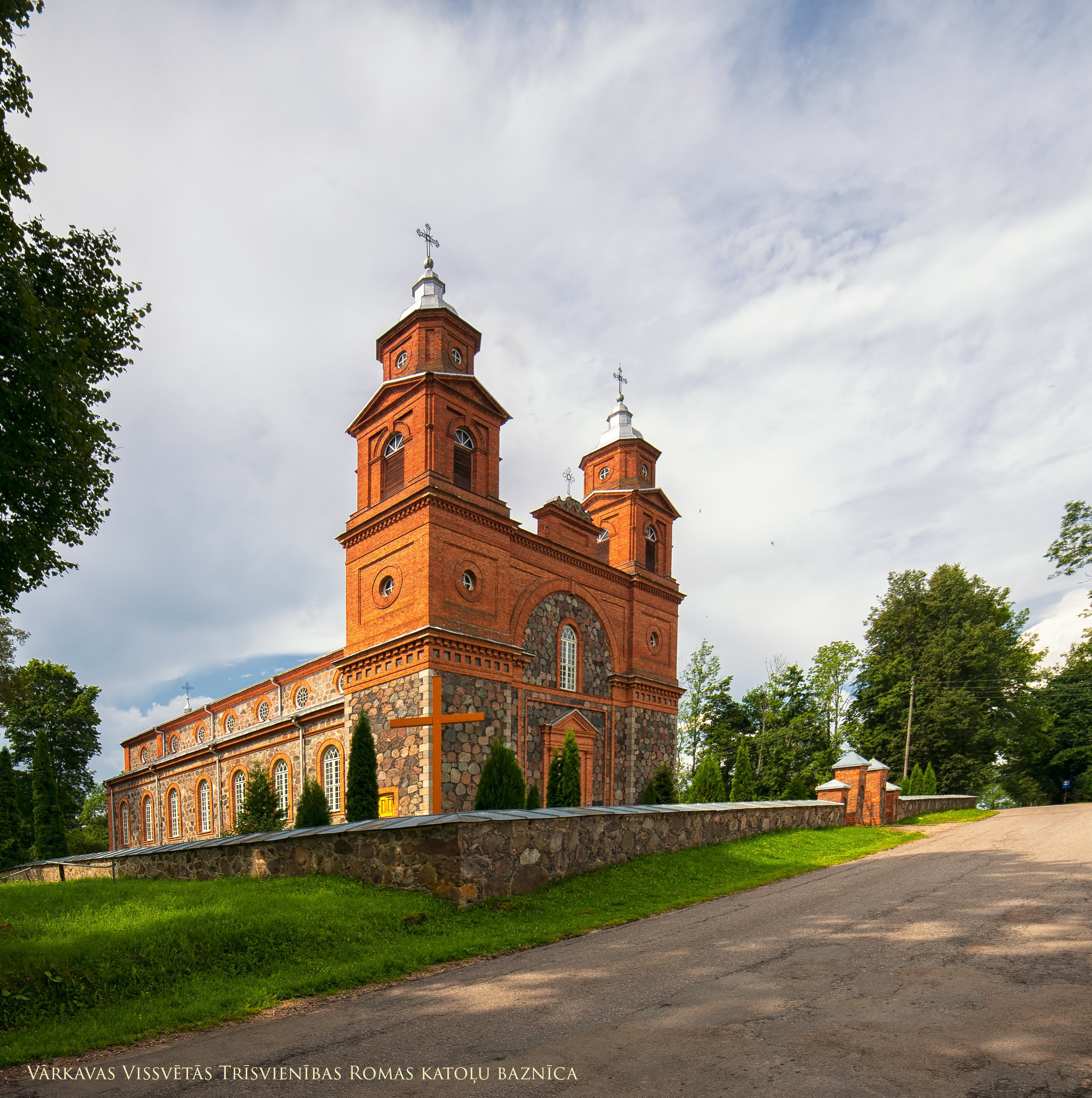
Dreifaltigkeitskirche
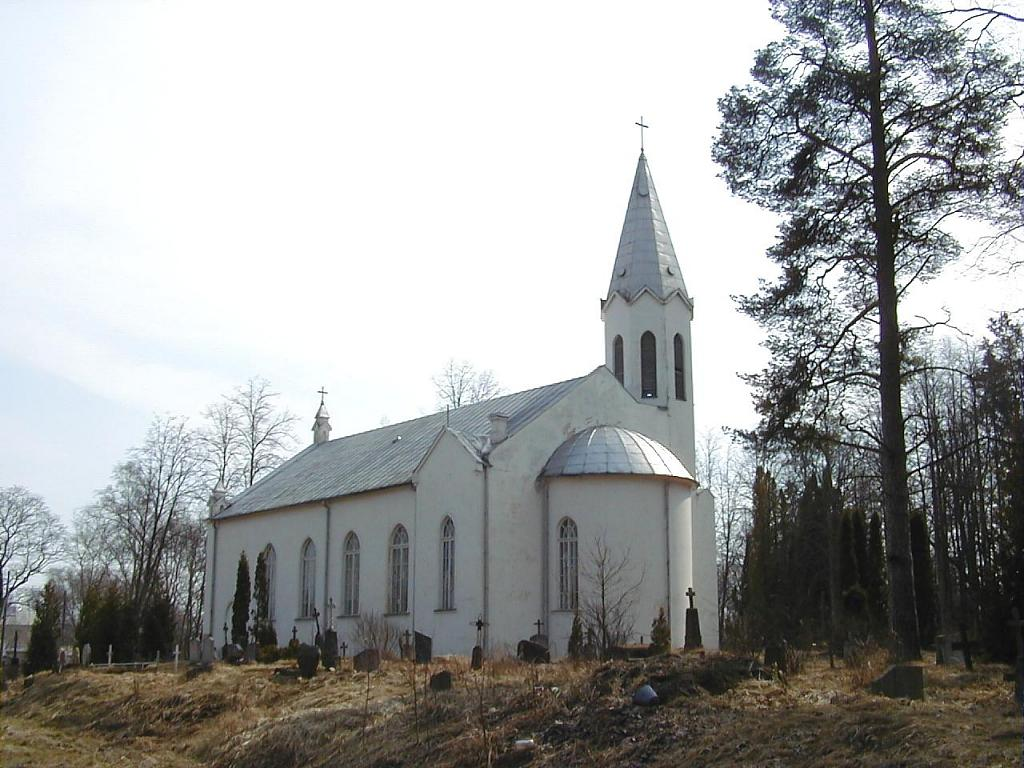
St.-Anna-Kirche in Vanagi

## Persönlichkeiten
- In Vārkava wurde der Embryologe Aleksandrs Kovaļevskis (1840–1901) geboren.